# Matsoúkion (ort i Grekland)
Matsoúkion (Matsouki) är en ort i Grekland.   Den ligger i prefekturen Nomós Aitolías kai Akarnanías och regionen Västra Grekland, i den centrala delen av landet, 220 km väster om huvudstaden Aten. Matsoúkion ligger 90 meter över havet och antalet invånare är 224.
Terrängen runt Matsoúkion är kuperad åt nordost, men åt sydväst är den platt. Runt Matsoúkion är det ganska tätbefolkat, med 116 invånare per kvadratkilometer. Närmaste större samhälle är Agrínio, 11,6 km sydost om Matsoúkion. Trakten runt Matsoúkion består till största delen av jordbruksmark.